# Ciro Redondo
Ciro Redondo García (Artemisa, 9 de desembre 1931 - Sierra Maestra, 29 de novembre de 1957) va ser un revolucionari cubà que va participar en l'assalt a la Caserna Moncada el 1953 i en l'exèrcit guerriller del Moviment 26 de Juliol. Va arribar a assolir el grau de Capità. Va morir en combat contra les tropes de l'exèrcit de Batista el 1957, als 25 anys.

## Biografia
Ciro Redondo va ser un dels joves que van seguir Fidel Castro en l'Assalt a la Caserna Moncada el 26 de juliol de 1953 per qüestionar la dictadura de Fulgencio Batista. L'acte i el posterior enjudiciament i presó van fer de Fidel Castro una celebritat respectada a l'Illa. Redondo també va ser jutjat i condemnat a complir presó a l'illa de Pinos, sent amnistiat amb els altres rebels al maig de 1955.
Immediatament després de ser alliberat Ciro Redondo es va exiliar a Mèxic. Allí va entrar a formar part del grup Moviment 26 de Juliol, que s'entrenava militarment per formar el primer contingent guerriller que derroqués la dictadura de Batista.
El 2 de desembre de 1956 va ser un dels 82 homes que es van embarcar al iot Granma que desembarcarien a Cuba i obririen un front guerriller. Va ser un dels 22 soldats que van sobreviure o no van ser detinguts a l'emboscada d'Alegria de Pío i es van instal·lar a Sierra Maestra.
Redondo va actuar en els combats de La Plata (17.01.1957), Arroyo del Infierno (22.01.1957), Alto de Espinosa (09.02.1957), El Uvero (28.05.1957), El Hombrito (30.08.1957), entre d'altres. A causa del seu valor i les capacitats de comandament va ser designat com un dels quatre lloctinents de la Quarta Columna (realment la segona columna) comandada pel Che Guevara, i va aconseguir el grau de Capità.
Ciro Redondo va morir el 29 de novembre de 1957 en el combat de Mar Verde, durant una emboscada. Pòstumament va ser ascendit al grau de Comandant. Mesos després, quan es va organitzar la Vuitena Columna, al comandament del Che Guevara, amb la missió de dirigir-se cap a l'Escambray, se li va donar el nom de "Ciro Redondo". Les seves restes mortals descansen al Mausoleu dels Màrtirs d'Artemisa.
El 2011, Ciro Redondo va ser triat com a "Patriota Insigne" de la recent creada Província d'Artemisa.